# John de Lancie (oboista)
John de Lancie, nome alla nascita John Sherwood de Lancie, (Berkeley, 26 luglio 1921 – Walnut Creek, 17 maggio 2002), è stato un oboista e manager statunitense.
Fu l'oboista principale della Philadelphia Orchestra per 23 anni e direttore del Curtis Institute of Music.

## Biografia
John De Lancie nacque a Berkeley, in California. A partire dal 1940 è stato oboista principale dell'Orchestra Sinfonica di Pittsburgh con Fritz Reiner. Nel 1942 si arruolò e prestò servizio nell'esercito degli Stati Uniti durante la seconda guerra mondiale, esibendosi con la banda dell'esercito degli Stati Uniti. Incontrò Richard Strauss durante il suo periodo di servizio come soldato in Europa alla fine di Seconda guerra mondiale. De Lancie conosceva a fondo gli scritti orchestrali di Strauss per oboe e chiese al compositore se avesse mai pensato di scrivere un concerto per oboe. Il compositore rispose semplicemente "No" e l'argomento fu abbandonato. Sei mesi dopo de Lancie fu stupito nel vedere che Strauss aveva cambiato idea e stava pubblicando un concerto per oboe. Strauss fece in modo che i diritti per la prima statunitense fossero assegnati a de Lancie. Tuttavia de Lancie era entrato nella Philadelphia Orchestra nel 1946 come un oboista di sezione così che, come membro junior e sotto il protocollo orchestrale, non poteva eseguire il concerto in anteprima finché l'oboista principale di Filadelfia, Marcel Tabuteau, aveva l'anzianità. De Lancie diede poi i diritti di eseguire la prima ad un giovane amico oboista presso la CBS Symphony di New York, Mitch Miller, che in seguito divenne famoso come produttore musicale e conduttore di uno show televisivo di canzoni.
De Lancie divenne l'oboe principale della Philadelphia Orchestra nel 1954 e ricoprì la carica fino al 1977. Si esibì anche con gruppi da camera come il Quintetto di Philadelphia Woodwind. Ha anche commissionato un pezzo per oboe e orchestra, L'horloge de flore (L'orologio di fiori) del compositore Jean Françaix. Ha insegnato al Curtis Institute of Music e ha lavorato come direttore dal 1977 al 1985. Alla sua morte de Lancie era rimasto uno dei pochi studenti rimasti di Marcel Tabuteau al Curtis. Il modo di suonare di De Lancie, caratterizzato da una straordinaria intensità che sostituiva il vibrato tradizionale della scuola europea, era caratterizzato da un carattere drammatico e da un uso espressivo del colore, poiché mirava sempre a ciò che chiamava il "fondo" del suono. Uno dei suoi studenti, Richard Woodhams, alla fine gli succedette come oboe principale nella Philadelphia Orchestra. Il suo ex allievo di quel periodo, Peter Bloom, aiutato da de Lancie, ha pubblicato in dettaglio la storia del concerto di Oboe di Strauss e il ruolo di de Lancie nella sua creazione (The Pendragon Review, 2001).

## Morte
De Lancie morì a Walnut Creek, in California, nel 2002. Ha lasciato sua moglie Andrea, che aveva incontrato a Parigi durante la guerra, ed i loro due figli, il maschio, l'attore John de Lancie e la figlia Christina. Ha lasciato anche suo fratello Richard de Lancie.